# Marcel Perrot
Marcel Léon Jacques Perrot (Vendôme, 1879. február 24. – Deauville, 1969. július 16.) olimpiai ezüstérmes francia tőrvívó.